# Cerro El Reformador
El Reformador es una cerro situado en el departamento de El Progreso, en el sureste de Guatemala. El cerro, cubierto de matorrales, constituye un punto panorámico con una vista impresionante sobre el paisaje circundante. Un área de 0,6 km² fue declarado parque nacional en 1955.